# Aleksandra Norkowska
Aleksandra Norkowska (ur. 2 października 1963) – polska historyk literatury. Badaczka literatury oświecenia.

## Życiorys
W 1987 ukończyła studia polonistyczne w Wyższej Szkole Pedagogicznej w Bydgoszczy. Od 1994 pracowała w macierzystej uczelni (w 2000 przekształconej w Akademię Bydgoską, w 2005 w Uniwersytet Kazimierza Wielkiego w Bydgoszczy). W 2002 obroniła na Uniwersytecie Gdańskim pracę doktorską Wizerunki władcy. Stanisław August Poniatowski w poezji okolicznościowej (1764-1795), napisaną pod kierunkiem Edmunda Kotarskiego. W 2021 uzyskała na UKW stopień doktora habilitowanego na podstawie pracy Miasto w piśmiennictwie polskiego oświecenia.
W serii Biblioteka Pisarzy Polskiego Oświecenia wydała w 2007 Organy. Poema heroikomiczne Tomasza Kajetana Węgierskiego.